# Катарина Саксонская (1468—1524)
Катарина Саксонская (нем. Katharina von Sachsen; 24 июля 1468, Гримма — 10 февраля 1524, Calenberg, Нижняя Саксония) — вторая жена эрцгерцога Австрии Сигизмунда.
Катарина была старшим ребёнком герцога саксонского Альбрехта. Уже в возрасте 16 лет она в 1484 году в городе Инсбрук стала второй женой эрцгерцога Сигизмунда, которому тогда уже было 56 лет. Брак оставался бездетным.